# ۱۰ دلاور
۱۰ دلاور (به ژاپنی: ブレイブ・テン Bureibu Ten) یک سری مانگا ژاپنی نوشته کایری شیموتسوکی است که توسط انتشارات مدیا فکتوری از مارس ۲۰۰۷ تا دسامبر ۲۰۱۰ در ماهنامه کامیک فلپر به چاپ می‌رسید. دنبالهٔ این سری با عنوان ۱۰ دلاور اسپایرال (به ژاپنی: ブレイブ・テン・スパイラル Bureibu Ten Supairaru) که بیشتر با نام ۱۰ دلاور اس شناخته می‌شود، از ۱۵ ژوئن ۲۰۱۱ در ماهنامه کامیک جین در حال چاپ است. داستان درباره ماجراجویی افسانه‌ای ده مبارز دلاور که توسط جنگ‌سالار ژاپنی سانادا یوکیمورا، در سال ۱۶۰۰ و در اواسط جنگ‌های داخلی و آشوب‌های اجتماعی دوره سن‌گوکو گرد هم آمدند.
یک مجموعه تلویزیونی انیمه ۱۲ قسمتی نیز توسط استودیو ساکیماکورا بر اساس نسخه مانگا (۱۰ دلاور اس) تهیه شده‌است، که از ژانویه تا مارس ۲۰۱۲ از شبکه توکیو ام‌ایکس پخش شد.